# Squanch Games
Squanch Games, anteriormente conocido como Squanchtendo, es un estudio de desarrollo de videojuegos estadounidense con sede en Burbank, California. La empresa fue fundada por Justin Roiland en agosto de 2016. El estudio es más conocido por desarrollar Accounting (2016), Trover Saves the Universe (2019) y High on Life (2022). La empresa tiene oficinas en Raleigh (Carolina del Norte) y Burbank (California).

## Historia
Justin Roiland, el cocreador y actor de voz detrás de la serie Rick and Morty, fundó Squanchtendo el 25 de agosto de 2016, en sociedad con Tanya Watson, quien anteriormente trabajó como productora ejecutiva en Epic Games. Roiland trabajó anteriormente en Pocket Mortys, un juego móvil de la franquicia Rick and Morty, junto con Adult Swim. Formó el estudio con la intención de desarrollar juegos de realidad virtual, una pasión que tenía desde 2015, siendo uno de los primeros patrocinadores del casco de realidad virtual Oculus Rift. Roiland conoció a Watson por primera vez a través de Ophir Lupu, director de juegos de United Talent Agency. Watson, usando sus contactos en Epic Games, ayudó al estudio a expandirse y reclutar talentos. "Squanch" es un planeta en la franquicia de Rick and Morty, mientras que "tendo" es un juego de palabras del editor de videojuegos Nintendo, aunque la compañía cambió su nombre en 2017 a solo "Squanch Games" luego de que un abogado lo aconsejara.
El primer juego del estudio fue Accounting, un juego de exploración de realidad virtual lanzado en 2016. El juego fue desarrollado en colaboración con Crows Crows Crows y William Pugh, el diseñador de The Stanley Parable. En diciembre de 2017 se lanzó una versión ampliada del juego, Accounting+, que duplica la duración del juego original. En agosto de 2018, la empresa adquirió la marca registrada de Radical Heights, un juego Battle Royale desaparecido, de Boss Key Productions. Luego, el estudio pasó a trabajar en Dr. Splorchy Presents: Space Heroes, un proyecto para Google Daydream y Trover Saves the Universe. A diferencia de los juegos anteriores del estudio, que se consideraba un proyecto más experiencial, Trover Saves the Universe es "significativo en cuanto a su experiencia". Si bien Trover cuenta con un componente de realidad virtual, no es un requisito necesario ya que el equipo quería que el juego llegara a un público más amplio. El juego se lanzó en 2019 con críticas generalmente positivas. En enero de 2021, Watson dejó el estudio y Roiland asumió el cargo de director ejecutivo de la empresa.
El videojuego más reciente de la compañía es High on Life, un juego de disparos en primera persona cómico lanzado en diciembre de 2022.
En enero de 2023, se reveló que un ex empleado demandó a Squanch Games en 2018 por presunto acoso sexual, discriminación y despido injustificado. Según documentos judiciales, el estudio negó los reclamos, pero luego llegó a un acuerdo. Más tarde ese mes, Squanch Games anunció que Justin Roiland había renunciado a su cargo en el estudio.

## Videojuegos
| Año  | Videojuego                          | Plataforma                                                       |
| ---- | ----------------------------------- | ---------------------------------------------------------------- |
| 2016 | Accounting                          | Windows, PlayStation 4                                           |
| 2018 | Dr. Splorchy Presents: Space Heroes | Google Daydream                                                  |
| 2019 | Trover Saves the Universe           | Windows, PlayStation 4, Nintendo Switch, Xbox One, Oculus Quest  |
| 2022 | High on Life                        | Windows, Xbox One, Xbox Series X/S, PlayStation 4, PlayStation 5 |